# Lepidium amplexicaule
Lepidium amplexicaule là một loài thực vật có hoa trong họ Cải. Loài này được Willd. mô tả khoa học đầu tiên năm 1800.